# مانوئل فریرا
مانوئل «نولو» فریرا (اسپانیایی: Manuel "Nolo" Ferreira‎؛ ۲۲ اکتبر ۱۹۰۵ – ۲۹ ژوئیه ۱۹۸۳) بازیکن فوتبال اهل آرژانتین بود. وی در تیم ملی فوتبال آرژانتین نیز بازی کرده‌است.